# Maibowle (Film)
Maibowle ist ein deutscher Spielfilm der DEFA von Günter Reisch aus dem Jahr 1959. Der Film war Bestandteil einer DEFA-Filmstaffel zum 10. Jahrestag der DDR. Im Jahr 1960 entstand mit Silvesterpunsch eine Fortsetzung.
Die Komödie transportiert Aspekte der DDR-Gesellschaftspolitik wie den Fünfjahresplan und das Chemieprogramm und zeigt eine vorteilhafte Darstellung der landwirtschaftlichen Kollektivierung.

## Handlung
Wilhelm Lehmann, Meister des Chemiebetriebes Grünefeld, hat doppelten Grund zur Freude. Sein Betrieb wird ihm die Auszeichnung „Banner der Arbeit“ verleihen. Sogar das Fernsehen hat sich anlässlich der Auszeichnung angesagt. Zudem feiert Wilhelm an dem Tag auch seinen 65. Geburtstag und erwartet die weitläufige Familie zu einem großen Fest, für das seine Frau Auguste zu Hause bereits die Geburtstagstafel deckt. Außerdem soll es wie jedes Jahr am 13. Mai traditionell die von den Söhnen zubereitete Maibowle geben. Sohn Franz hofft dabei auf die Mithilfe seiner Geschwister, die anlässlich des Geburtstages im Hause Lehmann erwartet werden. Da er zu einer LPG-Sitzung in Grünefeld muss, bereitet er zwar alles vor, überlässt das Bowleansetzen jedoch den anderen.
Statt der Gäste kommen bei Auguste jedoch zunächst nur Absagen an: Sohn Günther hat Flugdienst und Sohn Gustav könnte zwar kommen, jedoch hat seine Frau Marion ein wichtiges Gespräch mit dem Staatssekretär geplant und Tochter Suse muss zur Schauspielprüfung. Tochter Rosa, die mit Mann Albert und den vier Kindern anreisen wollte, hat berufliche Verpflichtungen als Lehrerin und auch Albert muss als Vorsitzender der LPG „Frisch voran“ gerade an diesem Tag an einer Sitzung teilnehmen. Nur Sohn Paul erscheint und so droht die Absage von Geburtstagsfeier und Maibowle. Am Ende jedoch geht alles gut aus: Als die Verwandten von der geplanten Auszeichnung erfahren, machen sie sich auf den teils chaotischen Weg nach Grünefeld, treffen überraschend doch zum Fest ein, erleben die Auszeichnungsübertragung im Fernsehen und trinken gemeinsam Maibowle.

## Produktion
Maibowle erlebte am 5. Oktober 1959 im Berliner Kino Babylon seine Premiere und lief am 4. Dezember 1959 in den Kinos der DDR an. Im November 2010 erschien der Film erstmals auf DVD.
Die Musik des Films stammt von Helmut Nier, die Liedertexte von Paul Wiens. Es spielen das DEFA-Sinfonieorchester und die Dresdner Tanzsinfoniker.
Das Drehbuch des Films entstand „als Verpflichtung zum V. Parteitag der SED“ und wurde anlässlich des 10. Jahrestags der DDR aufgeführt. Obwohl der Film unter anderem das Chemieprogramm der DDR bewirbt, wurde er bei der staatlichen Abnahme für einige karikaturistisch verzerrt dargestellte Charaktere, darunter den betrunkenen Postboten und den unkonventionellen Staatssekretär, kritisiert.
Drehort war vor allem Schkopau (Kombinat VEB Chemische Werke Buna und dessen Kulturhaus), zudem Berlin (Stalinallee und Haus der Ministerien) sowie in Milkau (Erlau) die dortige Polytechnische Oberschule.

## Kritik
Die zeitgenössische Kritik lobte, dass sich „in diesem buntfarbigen, sonnenüberstrahlten Bild […] gute Schauspieler in Menge [zusammenfinden]“, merkte jedoch an, dass es Reisch und Merz „manchmal ein bißchen zu bunt [treiben]“.
Für das Lexikon des internationalen Films war Maibowle ein „heiterer, die DDR, ihren industriellen Fortschritt und die daran beteiligten Menschen optimistisch zeichnender Lustspielfilm, der Schwächen des Drehbuchs mit Schwung und kabarettistischen Einzelszenen teilweise zu überdecken versteht.“ Andere Kritiker nannten Maibowle und seine Fortsetzung Silvesterpunsch „freundliche Lobpreisungen der sozialistischen Menschengemeinschaft und des Chemieprogramms der DDR“.